# Josh Andrew Koenig
Josh Andrew Koenig (17 de agosto de 1968, Los Ángeles, California, EE. UU. — 16 de febrero de 2010, Vancouver, Canadá) fue un actor estadounidense. Era hijo del también actor Walter Koenig, Pavel Chekov en la serie televisiva Star Trek,  y de Judy Levitt.
Fue conocido por trabajar en la comedia Growing Pains haciendo el papel de Richard 'Boner' Stabone (mejor amigo de Mike) en las temporadas 1 a la 4. En 2003 alcanzó cierta celebridad en la red por su interpretación del Joker en el cortometraje Batman: Dead End dirigido por Sandy Collora.
Trabajó en la película InAlienable de 2008.
Su fallecimiento se produjo por una depresión, se le encontró muerto en un parque de Vancouver, Canadá.